# Schatz von Graincourt-lès-Havrincourt
Der Schatz von Graincourt-lès-Havrincourt ist ein römischer Depotfund des 3. Jahrhunderts n. Chr. Er wurde im Jahr 1958 in der Gemeinde Graincourt-lès-Havrincourt im Département Pas-de-Calais entdeckt. Die neun Objekte mit einem Gesamtgewicht von etwas über 8 kg bestehen aus Silber. Sie werden heute im Louvre aufbewahrt.

## Funde
Zum Fundensemble gehören drei große Silberplatten. Ein Exemplar hat ein Mittelmedaillon mit Fischen und Meeresfrüchten, auch der Randfries zeigt u. a. Fische, Meeresfrüchte und Wasservögel.
Das Mittelmedaillon der zweiten Platte zeigt Leda mit dem Schwan, der Rand ist mit Masken und Tieren verziert.
Die dritte Platte besitzt ein nielliertes geometrisches Ornament in der Mitte.
Ein kleiner Teller (Unterteller) hat einen vegetabil verzierten Rand. Eine von zwei Schüsseln ist unverziert, die andere hat einen Perlstabrand und eine Swastikaverzierung auf der Innenseite. Ein tiefer Teller mit leicht gewölbtem, steilem Rand ist lediglich mit Doppelrillen an der Innenseite verziert. Eine Kragenschale trägt wiederum eine vegetabile Verzierung auf dem umlaufenden Kragen.
Als Teil des Waschgeschirrs (Toilettengeschirr) ist zuletzt noch ein Becken in Form einer Muschel gefunden worden.